# 十八烈士纪念碑
十八烈士纪念碑，位于中国广东省揭阳市普宁市池尾街道多年山村，为普宁市的一个市级文物保护单位，类型为近现代重要史迹及代表性建筑，公布时间为1961年。
十八烈士纪念碑的历史年代为1956年建。